# Ateliergemeinschaft Ziegelrain
Die Ateliergemeinschaft Ziegelrain war eine Gruppe junger Künstler aus Aarau, die von 1967 bis 1975 bestand. Mitglieder waren Christian Rothacher, Max Matter, Markus Müller, Heiner Kielholz, Hugo Suter, Josef Herzog und Jakob Nielsen. Die Gruppe war um 1970 wesentlich am Aufbruch der Schweizer Kunst beteiligt. Aufgrund ihrer Neugier gegenüber den avanciertesten Kunstformen der Zeit, wurde der Ort zu einem Brennpunkt einer künstlerischen Auseinandersetzung, die weit über die Kantonshauptstadt hinausstrahlte.

## Geschichte
Im Jahr 1967 entdeckte Christian Rothacher ein Inserat einer lokalen Zeitung für eine leere Fabrikliegenschaft am Ziegelrain 29 in Aarau. Gemeinsam mietete sich dort Rothacher zusammen mit seinen beiden Künstlerkollegen Max Matter und Markus Müller ein. Einige Zeit später stiessen die beiden Künstler Heiner Kielholz und Hugo Suter dazu. Die Mitglieder verfolgten ihre eigene Projekte, ohne sich auf ein gemeinsames Programm oder Manifest festzulegen. Die Gruppe hatte mehrere erfolgreiche Ausstellungen, welche unter den Namen Aarau 1, Aarau 2 bis hin zu Aarau 5 betitelt waren. Sie konnten unter anderem bis nach Turin ausstellen. Nach acht Jahren des Zusammenseins im Ziegelrain löste sich die Gruppe schliesslich aufgrund einer Mieterhöhung nach der Übernahme der Liegenschaft durch die Stadt Aarau auf. Zusätzlich hatten sich die Künstler auch nach der langen Zusammenarbeit mit der Zeit auseinandergelebt.

## Mitglieder
Christian Rothacher
Christian Rothacher war Maler und Konzeptkünstler aus Aarau. Zusammen mit Markus Müller und Max Matter ist er einer der Mitbegründer der Ateliergemeinschaft Ziegelrain. Er arbeitete als Schuhkreateur bei Bally (Schuhhersteller) und studierte im Anschluss an der Kunstgewerbeschule Zürich. Seine Kunst entwickelte sich ausgehend von der Pop Art zur Arte Povera. Christian Rothacher verstarb 2007.
Max Matter
Max Matter, geboren 1941, besuchte die Kunstgewerbeschule in Basel und absolvierte den Abschluss als Zeichenlehrer. Seine Kunst entwickelte sich ausgehend von der Pop Art. Er wurde 1976, 1980 und 1981 mit dem Eidgenössischen Kunstpreis ausgezeichnet.
Markus Müller
Markus Müller reiste im Anschluss an den gestalterischen Vorkurs in Zürich nach Italien für eine Ausbildung in der bildenden Kunst. Markus Müller ist als Künstler und Zeichnungslehrer tätig, wobei er 1967 zusammen mit Christian Rothacher und Max Matter die Ateliergemeinschaft Ziegelrain gründete.
Heiner Kielholz
Heiner Kielholz ist Maler und Konzeptkünstler. Er absolvierte eine Berufslehre als Hochbauzeichner und besuchte anschliessend die Kunstgewerbeschule in Zürich. Die Zeit in der Ateliergemeinschaft Ziegelrain war eine Phase des freien Experimentierens und Laborierens für Kielholz. 1971 nahm er an der Ausstellung The Swiss Avant Garde im Cultural Center in New York teil.
Hugo Suter
Hugo Suter, geboren 1943 und verstorben 1998, war ein Schweizer Künstler. Er absolvierte eine Ausbildung zum Tiefdruckretoucheur in Zofingen und arbeitete später unter anderem als Zeichenlehrer. 1972 erhielt er das Eidgenössisches Kunststipendium. Hugo Sutter fokussierte sich auf die Zusammenhänge zwischen künstlerischem Gestalten und wissenschaftlichem Forschen. Hugo Sutter verstarb 2013 in Birrwil.
Josef Herzog
Josef Herzog, geboren 1939, war Zeichner und Maler. Er besuchte die Kunstgewerbeschule in Luzern. Nebst seiner künstlerischen Tätigkeit arbeitete er als Zeichenlehrer. Ab 1970 war er Mitglied bei der Ateliergemeinschaft Ziegelrain.
Lawrence Lee
Lawrence Lee, geboren 1948 in Sabah, Malaysia, ist ein Schweizer Künstler und Dichter. Lee reiste in jungen Jahren um die Welt, bis er sich schliesslich in Aarau niederliess. Dort war er ein temporäres Mitglied der Ateliergemeinschaft Ziegelrain. Lee beschäftigte sich insbesondere mit dem Erschaffen von Portraits. Auf diesen malte er wichtige Kulturschaffende, seien dies nun Künstler, Musiker oder Schriftsteller.